# Songs from the Labyrinth
Songs from the Labyrinth är artisten Stings nionde studioalbum, utgivet i oktober 2006. Ackompanjerad av den bosniske lutspelaren Edin Karamazov tolkar Sting på albumet sånger av den engelske kompositören John Dowland (1563-1626). Det nådde som bäst 25:e plats på Billboard 200, en respektabel placering för sin genre.

## Låtlista
Alla sånger skrivna av John Dowland.
1. "Walsingham" - 0:38
2. "Can She Excuse My Wrongs" - 2:35
3. ""Ryght Honorable: As I Have Bin Most Bounde Unto Your Honor..."" - 0:40
4. "Flow My Tears (Lachrimae)" - 4:42
5. "Have You Seen the Bright Lily Grow" - 2:35
6. ""... Then in Time Passing on Mr. Johnson Died..."" - 0:32
7. "The Galliard" - 3:01
8. "The Lowest Trees Have Tops" - 2:16
9. ""... And Accordinge as I Desired Ther Cam a Letter..."" - 0:55
10. "Fine Knacks for Ladies" - 1:50
11. ""... From Thence I Went to the Landgrave of Hessen..."" - 0:24
12. "Fantasy" - 2:42
13. "Come, Heavy Sleep" - 3:45
14. "Forlorn Hope Fancy" - 3:07
15. ""... And From Thence I Had Great Desire to See Italy..."" - 0:28
16. "Come Again" - 2:56
17. "Wilt Thou Unkind Thus Reave Me" - 2:40
18. ""... After My Departure I Caled to Mynde Our Conference..."" - 0:29
19. "Weep You No More, Sad Fountains" - 2:38
20. "My Lord Willoughby's Welcome Home" - 1:34
21. "Clear or Cloudy" - 2:47
22. ""... Men Say That the Kinge of Spain Is Making Gret Preparation..."" - 1:01
23. "In Darkness Let Me Dwell" - 4:12